# ريتشارد لوفيل إيدجورث
ريتشارد لوفيل إيدجورث (بالإنجليزية: Richard Lovell Edgeworth)‏ (31 مايو 1744 - 13 يونيو 1817) هو سياسي وكاتب ومخترع  أنجلو إيرلنديًا.

## روابط خارجية
- ريتشارد لوفيل إيدجورث على موقع الموسوعة البريطانية (الإنجليزية)